# 胡鰲 (嘉靖進士)
胡鰲（1505年—？），字巨卿，號鹿厓，湖廣辰州府沅陵縣人，軍籍，明朝政治人物。

## 生平
嘉靖十年（1531年）辛卯科湖廣鄉試第三名舉人，十一年（1532年）中式壬辰科會試第三百八名，三甲第六十七名進士。吏部觀政，授樂安縣知縣，改吉水縣知縣，補鄞縣知縣，十五年（1536年）五月選福建道試監察御史，十六年（1537年）正月以言事外任謫為鹽城縣縣丞，升南京刑部主事，升員外郎，改南京禮部郎中，出為廉州府知府，升四川按察司副使。

## 家族
曾祖胡琥，醫學正科；祖父胡謐，醫學正科；父胡應相，醫學正科。母李氏。永感下。妻何氏。兄胡鏜、胡鈞，弟胡汝鑰、胡汝鍵、胡鮤。子胡考寧。